# 점심구독

## 개요
'점심식사 구독'이란 고객이 일정에 따라 점심 배달을 받기 위해 정기적으로 비용을 지불하는 서비스 모델을 의미한다. 이 개념은 엔터테인먼트부터 식사 키트까지 다양한 분야에서 인기를 얻은 광범위한 구독 경제에서 파생되었다. 점심 구독 서비스는 특히 바쁜 직장인, 학생 또는 매일 의사 결정을 내리거나 식사를 준비하는 번거로움 없이 매일 식사에서 편리함과 다양성을 원하는 모든 사람에게 이점이 있다.

## 정의
점심 구독
명사
고객이 구독하고 선불로 결제하여 일반적으로 매일, 매주 또는 매월 정기 점심 배달을 받는 서비스 모델이다. 이러한 서비스는 종종 다양한 식단 선호도와 필요 사항에 맞는 다양한 메뉴 옵션을 제공하며 가입자에게 편리함과 다양성을 제공하도록 설계되었다.

## 트렌드
점심 구독 추세는 편리함, 시간 절약 솔루션, 건강한 식사 옵션에 대한 수요 증가로 인해 주도되었다. 더 많은 사람들이 바쁜 일정과 건강한 식습관 사이의 균형을 추구함에 따라 점심 구독은 시간을 절약하고 식사 계획에 대한 정신적 부담을 줄이는 준비된 식사를 제공함으로써 실용적인 솔루션을 제공한다. 이 부문의 성장은 온라인 플랫폼과 앱을 통해 주문 및 맞춤화에 더 쉽게 접근할 수 있게 해주는 기술 발전으로 인해 더욱 가속화되었다.
점심 구독 모델은 식물성 식단, 글루텐 프리, 현지 조달 재료 등 다양한 식단 트렌드와 선호도에 맞춰 건강을 중시하는 소비자에게 매력적인 선택이 되었다. 또한, 이 모델은 정확한 분량 관리를 통해 음식물 쓰레기를 줄이고, 음식 배달 물류의 효율성을 향상시켜 지속 가능성을 가지고 있다.
비즈니스 맥락에서 일부 회사는 직원 복리후생의 일부로 점심 구독을 제공하는 경우도 많아졌다. 특히, 사무실 환경에서 근무하거나 원격 근무자를 위한 특전으로 매력을 높였다. 업무 역학이 계속 진화함에 따라 점심 구독 시장은 소비자의 변화하는 요구와 라이프스타일에 적응하면서 확장될 가능성이 높다.

## 같이 보기
- 점심
- 구독 경제